# Erosionsbasis
Die Erosionsbasis ist das Höhenniveau, bis zu welchem die Erosion eines Fließgewässers wirksam ist. Kein Fluss kann tiefer erodieren als die Höhenlage seiner Mündung. Dies ist in der Regel der Meeresspiegel. Oberhalb der Erosionsbasis versucht der Fluss durch rückschreitende Erosion eine ideale Gefällekurve, eine Ausgleichskurve im Längsprofil zwischen Quelle und Mündung, herzustellen.
Die absolute Erosionsbasis für ein Flussnetz ist in der Regel der Meeresspiegel. Für Nebenflüsse bildet die Höhenlage der Einmündung in den Vorfluter eine regionale Erosionsbasis. Zudem können auch lokale Erosionsbasen auftreten, wie Schwellen im Flussbett oder ein vom Fluss durchflossener See, also Stellen, an denen eine Erosions- in eine Aufschüttungsstrecke übergeht. Der Ausgleich der Gefällekurve stellt sich dann abschnittsweise auf die Höhenlage der lokalen Erosionsbasis ein. Für die endorheischen Flüsse in Trockengebieten stellen die abflusslosen Becken die Erosionsbasis dar. So liegt die Erosionsbasis des Jordans, das Tote Meer, rund 420 m unter dem Meeresspiegel.
Ändert sich die Erosionsbasis, wird der Gleichgewichtszustand – ob vom Fluss erreicht oder nicht – gestört und es folgt eine Anpassung des Erosions- und Akkumulationsverhaltens. Wird die Basis, zum Beispiel durch Absinken des Meeresspiegels oder durch Beseitigung einer bisherigen Schwelle, erniedrigt, geht der Fluss zu verstärkter Tiefenerosion über und schneidet sich in die zuvor aufgeschütteten Sedimente ein. Erhöht sich hingegen durch einen Meeresspiegelanstieg oder Entstehung einer neuen Barriere die Erosionsbasis, akkumuliert der Fluss so lange, bis er sein ausgeglichenes Gefälle wieder erreicht hat. Veränderungen der Erosionsbasis stehen häufig auch in Zusammenhang mit tektonischer Aktivität.